# Lee Heui-seong
Lee Heui-seong (koreanisch 이희성; * 27. Mai 1990) ist ein südkoreanischer Fußballspieler. Aktuell steht er bei Ansan Greeners FC unter Vertrag.

## Karriere

### Jugendzeit
Ausgebildet wurde er in der U-18-Mannschaft von Ulsan Hyundai. Dort war er von 2006 bis 2008. Anschließend ging er auf die Soongsil-Universität von 2009 bis 2010. Nach seinem Ausbildungsende ging er zurück zu Ulsan Hyundai.

### Fußball-Karriere in Südkorea
Lee Heui-seong verblieb bei Ulsan Hyundai bis 2012 ohne Ligaspieleinsatz. Danach wurde er für die Saison 2013 zu Ulsan Hyundai Mipo Dolphin FC ausgeliehen. Dort absolvierte er seine ersten Ligaeinsätze. Bis zum Leih-Ende absolvierte er dort 13 Ligaspieleinsätze. Danach kehrte er zu Ulsan Hyundai zurück. Bis 2015 absolvierte er dort zehn Ligaspieleinsätze. Danach wechselte er aufgrund des Wehrdienstes zu Yangju Citizen FC und danach zu Paju Citizen FC. Nach Ende des Wehrdienstes wechselte er zu Ansan Greeners FC.

## Erfolge
- Meister der Korea National League: 2013